# TIM (компания)
TIM S.p.A. (ранее Telecom Italia S.p.A.) — итальянская телекоммуникационная компания. TIM Group также имеет дочернюю компанию в Бразилии TIM Brasil с 72,6 млн клиентов. Бренд TIM охватывает более 114 млн клиентов по всему миру.

## История
Телефония в Италии начала развиваться в конце XIX века, к 1881 году было выдано 37 лицензий на развитие телефонной сети, а через 10 лет в стране было 56 телефонных компаний, у них в сумме было 11 тыс. абонентов. Затем интерес к телефонии упал, в начале XX века в Италии был 1 телефон на 2243 жителя. Одной из причин медленного роста было то, что по истечении срока лицензии компании должны были сдать свою сеть государству. Большинство телефонных компаний страны к 1933 году попали под контроль государственного холдинга Istituto per la Ricostruzione Industriale (IRI, Институт промышленного восстановления), крупнейшей из этих компаний была Societa Italiana L Esercizio Telecom (STET).
К 1970-м годам STET поглотила большинство других телефонных компаний Италии, а также расширила деятельность в спутниковую связь, передачу данных и производство телекоммуникационного оборудования. STET объединяла 5 специализированных компаний: SIP (городская телефонная связь), Iritel (междугородняя связь), Italcable (международная связь), Telespazio (спутниковые телекоммуникации) и SIRM (морские телефонные кабели). В ходе подготовки к приватизации эти 5 компаний были в августе 1994 года объединены в акционерное общество Telecom Italia. С 25 млн абонентов она стала 6-й крупнейшей телекоммуникационной компанией в мире. В июле 1995 года акции Telecom Italia были размещены на Нью-Йоркской фондовой бирже. Также в июле 1995 года была частично отделена компания Telecom Italia Mobile (TIM), которая занималась развитием сотовой связи. В октябре 1997 года правительство Италии продало 34-процентный пакет акций за 12 млрд долларов, на то время это была крупнейшая продажа государственного пакета акций в Европе и вторая в мире.
В мае 1999 года Olivetti за 65 млрд долларов купила контрольный пакет акций Telecom Italia, что стало крупнейшим на то время враждебным поглощением в Европе. Роберто Коланинно (Roberto Colaninno), возглавлявший Olivetti, стал председателем Telecom Italia. В 2000 году Telecom Italia потратила 3,68 млрд евро на покупку лицензий на сотовую связь в нескольких странах Южной Америки, в частности, купила первую такую лицензию в Бразилии. В июле 2001 года Olivetti сама стала объектом поглощения, её крупнейшим акционером стал производитель шин и кабелей Pirelli. По инициативе главы Pirelli, Тронкетти Проверы (Tronchetti Provera), в 2003 году Telecom Italia и Olivetti были объединены в одну компанию. Долю Pirelli в Telecom Italia в 2007 году купила испанская телекоммуникационная компания Telefónica в партнёрстве с итальянскими инвесторами.
В 2015 году был проведён ребрендинг компании, название TIM, ранее относившееся только к дочерней компании сотовой связи, распространилось на всю группу Telecom Italia. В том же году консорциум во главе с Telefónica распался, крупнейшим акционером стал французский медиахолдинг Vivendi. Также в 2015 году инфраструктура сотовой связи (базовые станции) была выделена в самостоятельную компанию INWIT. С 2017 года итальянское государство осуществляет «золотую власть» над TIM, которая позволяет правительству предпринимать ряд действий, когда речь идет о стратегических интересах страны. В 2019 году акции Telecom Italia были сняты с листинга Нью-Йоркской фондовой биржи.

## Собственники и руководство
Крупнейший акционер Telecom Italia S.p.A. — французский медиахолдинг Vivendi (23,75 % акций), государственному инвестиционному банку Cassa Depositi e Prestiti принадлежит 9,81 % акций.
- Сальваторе Росси (Salvatore Rossi, род. 6 января 1949 года) — председатель совета директоров с октября 2019 года, ранее карьера проходила в Банке Италии, в частности, с 2013 года был старшим заместителем управляющего.
- Пьетро Лабриола (Pietro Labriola, род. 1 октября 1967 года) — генеральный директор (CEO) с ноября 2021 года, в компании с 2001 года[9].

## Деятельность

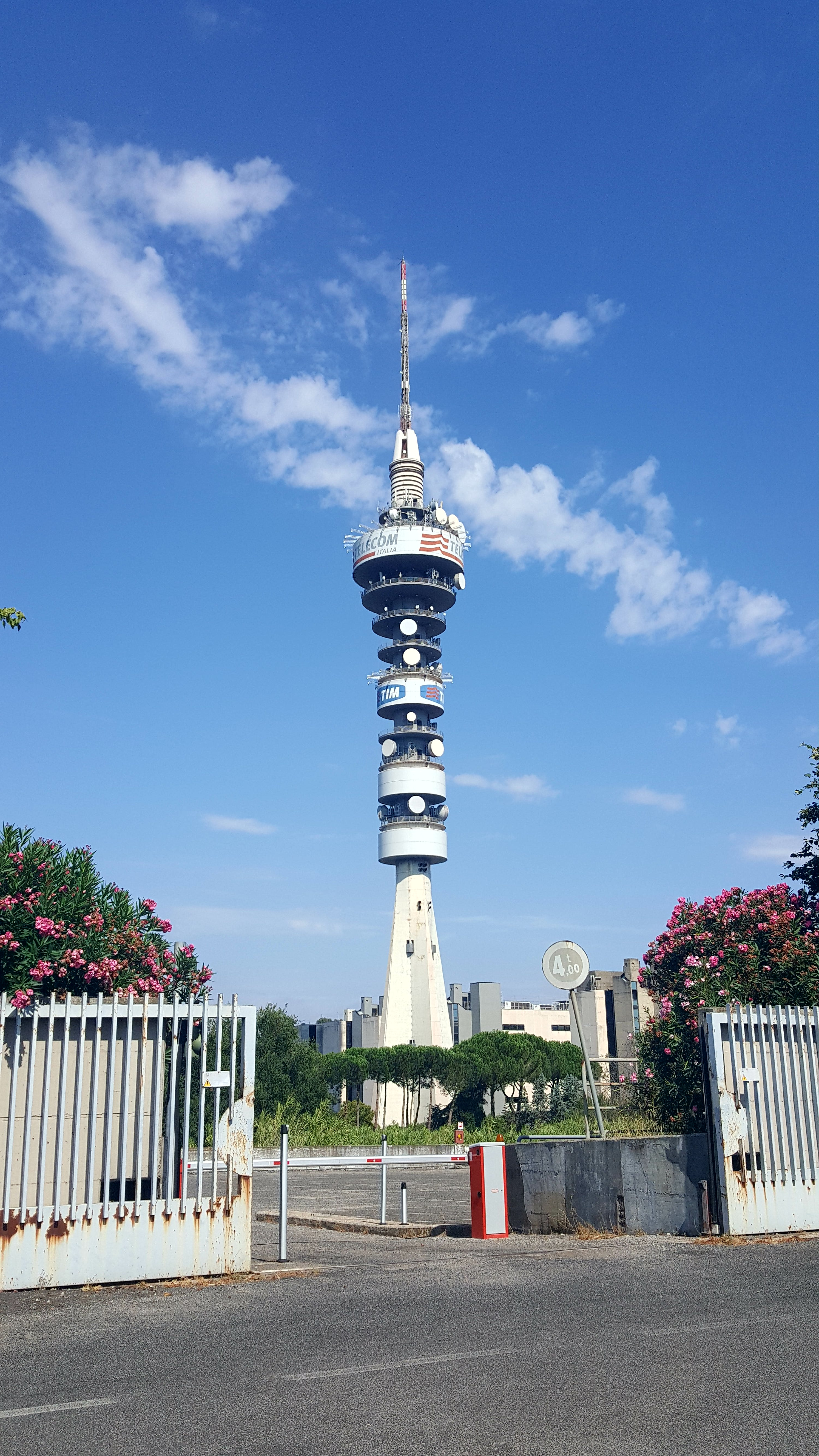
Телекоммуникационная башня в Риме

Группа TIM ведёт деятельность в двух странах: Италии и Бразилии. На Италию приходится 75 % выручки, а на Бразилию — 25 %. По состоянию на конец 2022 года в Италии у компании было 8,29 млн линий проводной телефонии для розничных клиентов, 7,53 млн линий для оптовых клиентов и 7,44 млн линий широкополосного доступа к интернету, а также 30,4 млн абонентов сотовой связи. В Бразилии у компании было 62,5 млн абонентов. Неосновная деятельность включает производство офисной и телекоммуникационной техники под брендом Olivetti.
По состоянию на сентябрь 2023 года Telecom Italia Mobile была вторым крупнейшим сотовым оператором Италии с долей 22 %, уступая Wind Tre (у которой 25 % рынка). В Бразилии компания занимала третье место с долей 26 %, уступая бразильским филиалам испанской компании Telefónica (бренд Vivo, 40 %) и мексиканской компании América Móvil (бренд Claro, 34 %).

## Сети
- Фиксированная телефония
- Мобильная телефония (под маркой Telecom Italia Mobile)
- Фиксированный Интернет
- Мобильный Интернет
- IPTV (TIMvision) (ретранслирует телеканалы ряда других телекомпаний)

Компании принадлежат пакеты акций в компаниях Telecom Argentina и Telecom Personal (Аргентина), Hansenet (Германия), BB Ned (Нидерланды) и др. Вместе с Telecom Italia Media контролирует три итальянских телесети: La7, MTV Italia и FLUX.